# Giporlos
Giporlos est une localité de la province du Samar oriental, aux Philippines. En 2015, elle compte 13 308 habitants.